# Wilhelm Boucher
Wilhelm Boucher (lat.: Willelmus Buchier; franz.: Guillaume Boucher) war ein Kunstschmied, der in der Mitte des 13. Jahrhunderts in der Hauptstadt des Mongolenreichs Karakorum gewirkt hat.
Boucher stammte aus Paris. Sein Vater war Lorenz Boucher, und sein Bruder Roger hatte ein Wohnquartier an der „großen Brücke“ (Pont au Change). Im Gefolge eines französischen Klerikers zog er nach Belgrad und geriet dort in die Gefangenschaft der 1241 in Ungarn einfallenden Mongolen, von denen er nach Karakorum verschleppt wurde. Dort wurde er zunächst ein Sklave der Sorkhatani Beki. Nach ihrem Tod wurde er der Sklave ihres jüngsten Sohnes Arigkbugha, dem Bruder des Möngke Khan. Trotz seiner Knechtschaft war es ihm erlaubt, eine Frau zu ehelichen, die Tochter eines Lothringers, die selbst aber in Ungarn geboren war. Im April 1254 begegnete ihm in Karakorum der Missionsreisende Wilhelm von Rubruk, dem er ein vielgenannter Informant wurde und dem er seinen jungen Gesellen, der für ihn wie ein Sohn war, als zuverlässigen Dolmetscher zur Verfügung stellte.

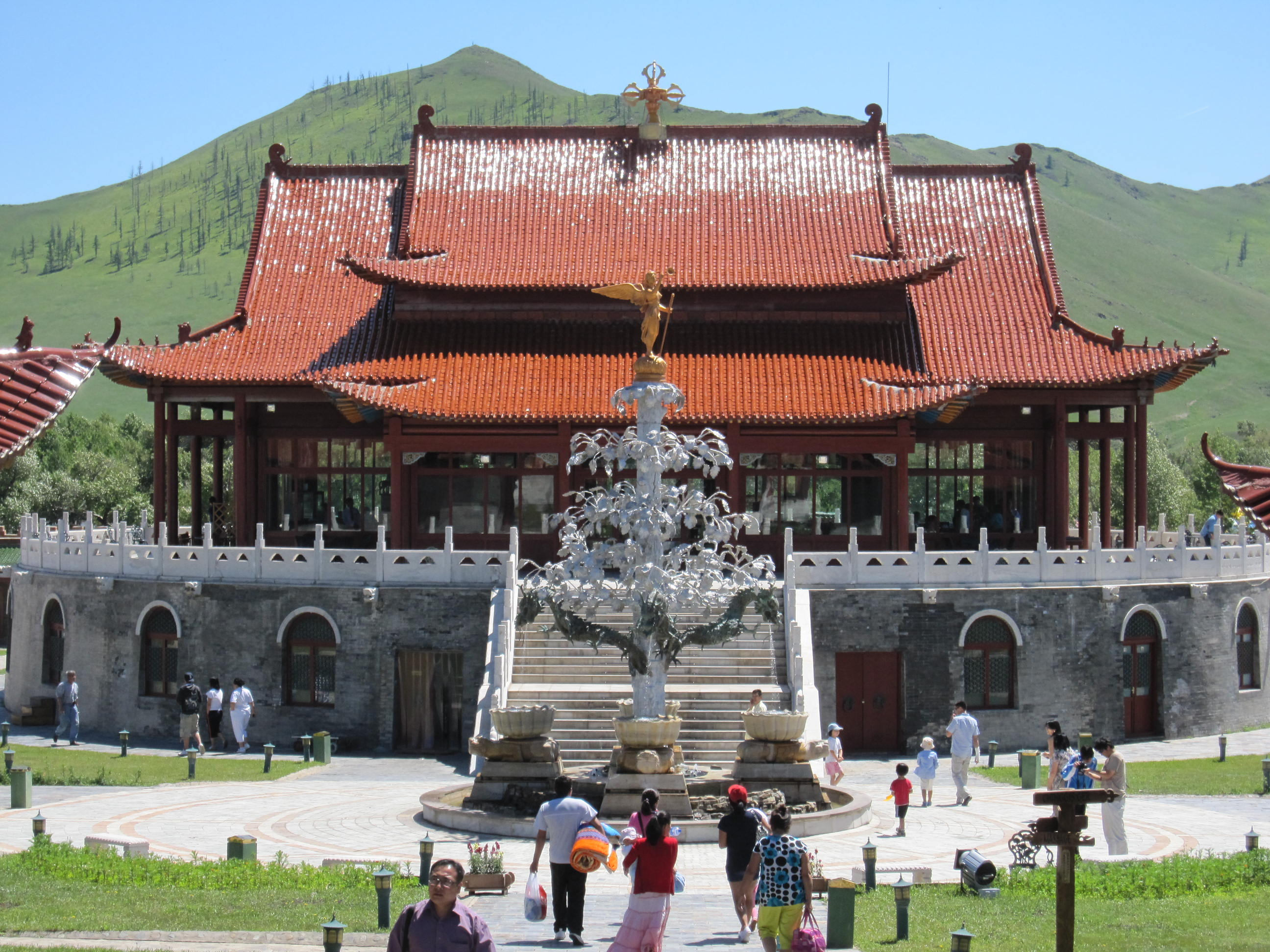
Der silberne Trinkbaum von Meister Buchier als moderne Brunnenreplik im Komplex des Hotel Mongolia (Монгол Шилтгээн) östlich von Ulaanbaatar.

Rubruk berichtete von der Kunstfertigkeit Meister Bouchers, der sich vor allem auf die Herstellung ausgefallener Gegenstände aus Silber wie Buchbeschläge für Psalter oder Reliquiare verstand. Sein eindrucksvollstes Werk aber war der große silberne Trinkbaum (magnam arborem argenteam), den er für den Palast des Großkhans in Karakorum anfertigte. Dieser Baum diente der Kultivierung der bei den Mongolen beliebten Trinkgelage. Im Stamm des Baumes war ein System aus vier Röhren installiert, welche ihren Anfang – von den Blicken der Gäste verborgen – in einer dem Palast angeschlossenen Vorratskammern hatten. Im Stamm gebündelt führten die Röhren zunächst bis zur Baumspitze hinauf, um von dort als reich verzierte Äste wieder in je eine Himmelsrichtung ausgerichtet herunterzufallen, durch welche die Getränke in vier Auffangbehälter fließen konnten, die unter den Enden der Äste aufgestellt waren. Auf der Baumkrone stand ein Engel mit einer funktionsfähigen Trompete, die von einem Diener gespielt wurde, der dazu verborgen im Stamm Platz nehmen musste. Gingen die Getränke in den Auffangbehältern zur Neige, rief der Mundschenk des Khans dies dem Engel zu, worauf der Diener im Stamm die Trompete spielte, deren Ertönen wiederum die Diener in der Vorratskammer den Wunsch auf Nachschub signalisierte. So gossen sie die gewünschten Getränke in ihre vorgesehenen Röhren ein, aus denen sie an deren Astenden im Palast für die Zecher wieder hinaus flossen. Für je ein Rohr gab es ein Getränk: Wein, vergorene Stutenmilch ohne Hefe (Airag), Honigmet (Bal) und Reiswein.
Der Trinkbaum war am Eingang des Palastes aufgestellt, dem erhöhten Thron des Khans gegenüber, zu dessen Seiten je eine Treppe hinaufführte. Wünschte der Khan ein Getränk, so musste sein Mundschenk dieses aus dem jeweiligen Behälter am Baum schöpfen, über die eine Treppe zum Khan hinaufsteigen um es ihm zu reichen und danach mit der leeren Schale die Treppe auf der anderen Seite wieder hinabsteigen. In dem Raum zwischen dem Thron und dem Trinkbaum konnten die Bittsteller und Gesandten vor den Khan treten, um ihm ihre Aufwartung zu machen.
Als Rubruk im Juli 1254 seine Rückreise antrat, hat Meister Boucher dessen reiseuntauglich gewordenen Begleiter Bartholomäus von Cremona in seine Obhut genommen. Dafür hat er einen kunstvoll gestalteten Gürtel, verziert mit einem großen Edelstein, als Geschenk für den König Ludwig IX. von Frankreich mitgegeben, weil dieser einst sein Gebieter gewesen war.

## Quelle
- Wilhelm von Rubruk: Itinerarium ad partes orientales. Hrsg. von Francisque Michel, Theodor Wright: Voyage en orient du frère Guillaume de Rubruk, de l’ordre des frères mineurs, l’an de grace M. CC. LIII. In: Recueil de voyages et de mémoires publié par la société de géographie. Bd. 4 (1839), S. 205–396.